# St-Hilaire (Tillières-sur-Avre)

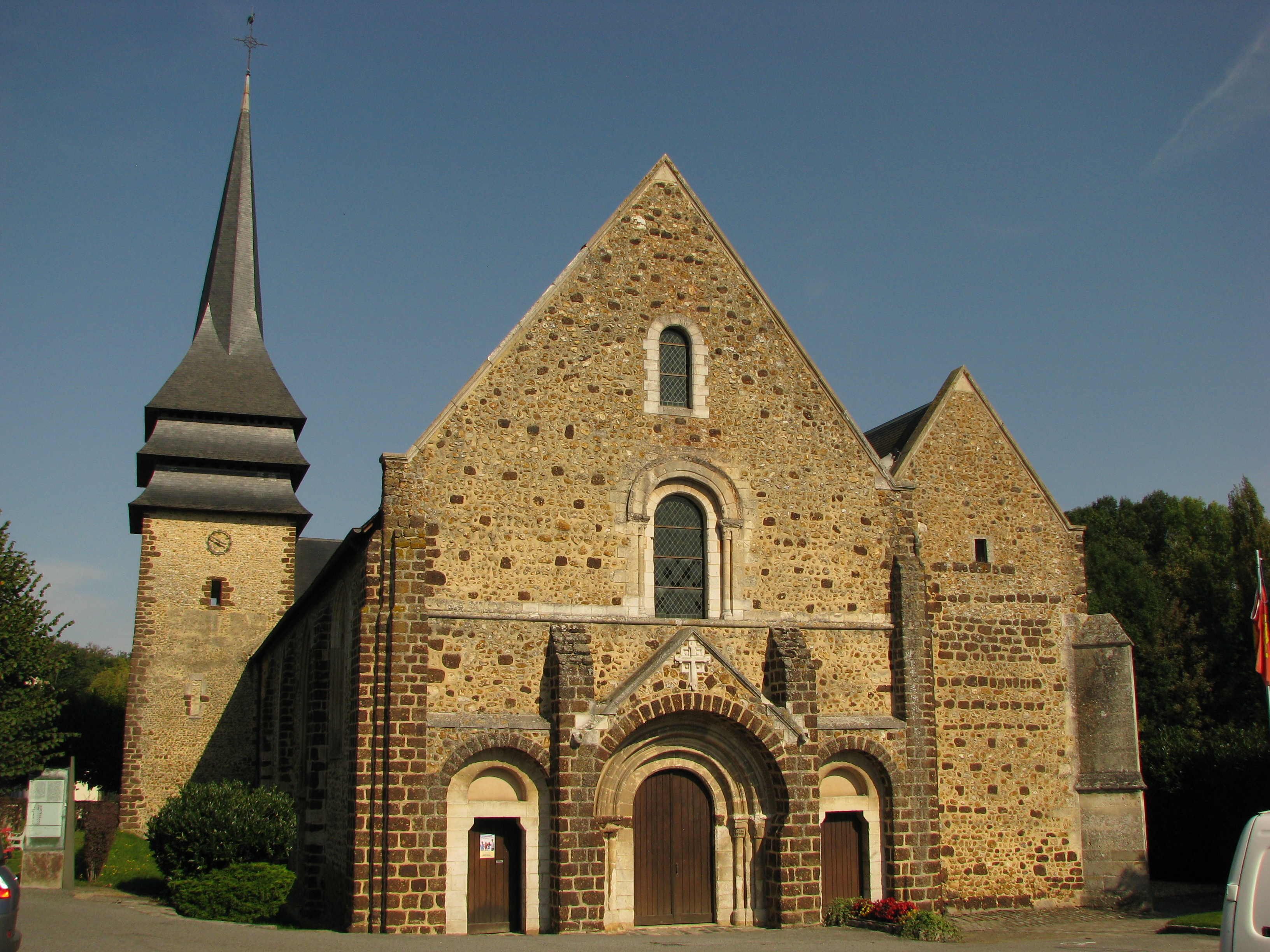
Kirche Saint-Hilaire

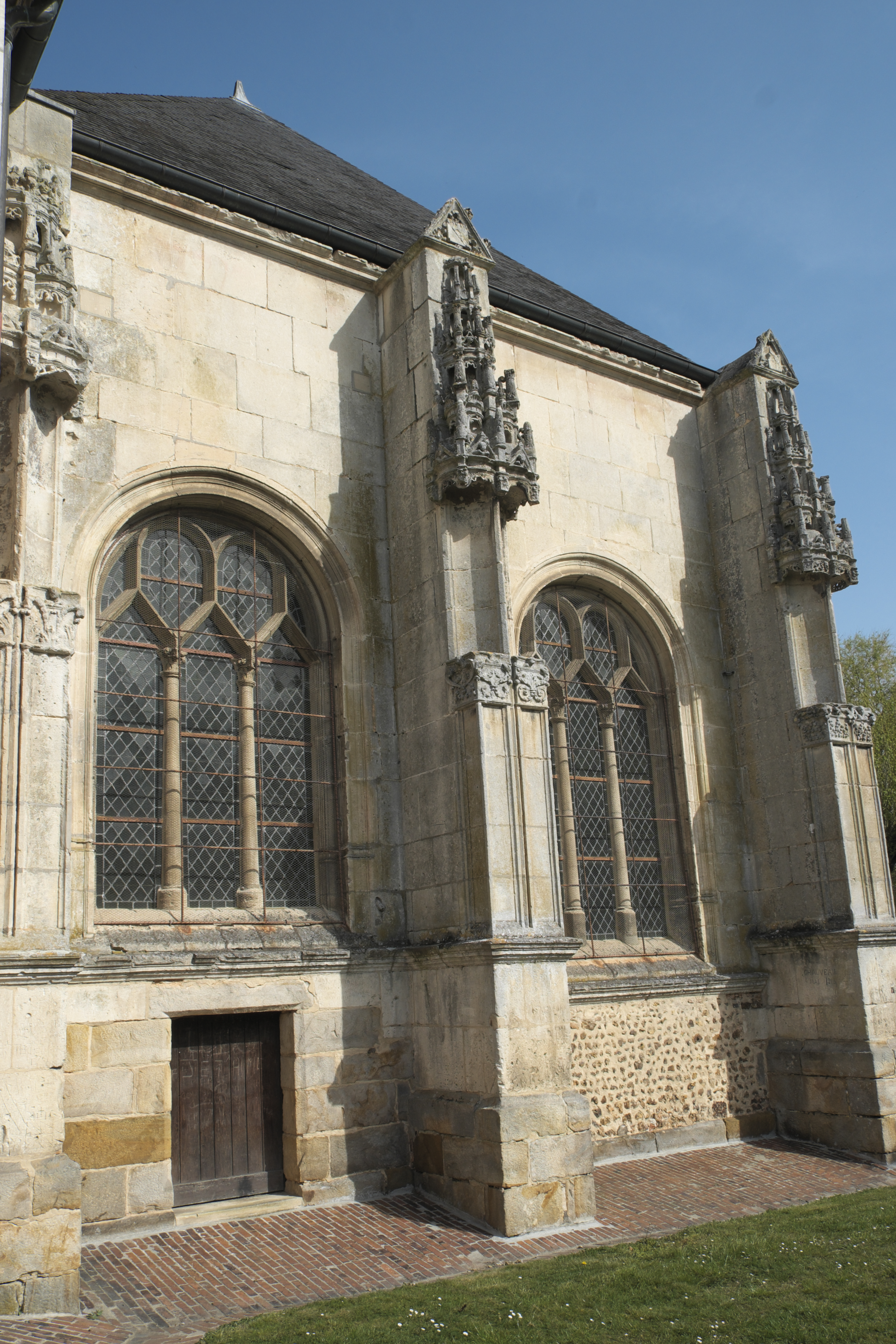
Strebepfeiler mit Renaissancedekor

Die katholische Kirche Saint-Hilaire in Tillières-sur-Avre, einer Gemeinde im Département Eure in der französischen Region Normandie, wurde im 11. Jahrhundert errichtet und zu Beginn des 16. Jahrhunderts im Stil der Flamboyantgotik vergrößert. Die Kirche besitzt ein reich skulptiertes Chorgewölbe und Fragmente von Bleiglasfenstern aus der Renaissance. Im Jahr 1862 wurde die Kirche als Monument historique in die Liste der Baudenkmäler in Frankreich aufgenommen. Nach dem großen Brand im Jahr 1969 wurde die Kirche originalgetreu wieder instand gesetzt.

## Geschichte
Ab 1540 wurde der Chor der Kirche durch den Kardinal Jean Le Veneur (um 1473–1543), den Bischof von Lisieux und Abt des Klosters Mont-Saint-Michel, dessen Familie seit dem 15. Jahrhundert die Grundherrschaft in Tillières ausübte, neu errichtet. Das Gewölbe des Chors und der südlichen Chorkapelle wurden mit einem außergewöhnlichen Skulpturenschmuck überzogen. Nach dem Tod des Kardinals im Jahr 1543 wurden die Arbeiten weitergeführt, wie mehrere Inschriften mit den Jahreszahlen 1543 (in der südlich an den Chor anschließenden Kapelle), 1546 (an der Decke im Chor), 1547 (auf einer Piscina) belegen. Ab der Mitte des 16. Jahrhunderts wurden die Baumaßnahmen eingestellt und das romanische Schiff, das um 1500 mit neuen Fensteröffnungen versehen worden war, blieb weitgehend erhalten.

## Architektur

### Außenbau
Im nördlichen Chorwinkel erhebt sich der quadratische Glockenturm. Er wird von einem Spitzhelm und einem dreifach abgeschrägten Dach, unter dem sich die Schallluken öffnen, bekrönt. In die noch aus dem romanischen Kirchenbau stammende, im 19. Jahrhundert stark veränderte Westfassade sind – zwischen Strebepfeilern eingebettet – drei Rundbogenportale eingeschnitten. Das mittlere, größere Portal ist in einen schmalen Mauervorsprung integriert und wird von Archivolten und einem Dreiecksgiebel gerahmt. Die Strebepfeiler an der Südseite des Chors sind mit Renaissancedekor verziert.

### Innenraum

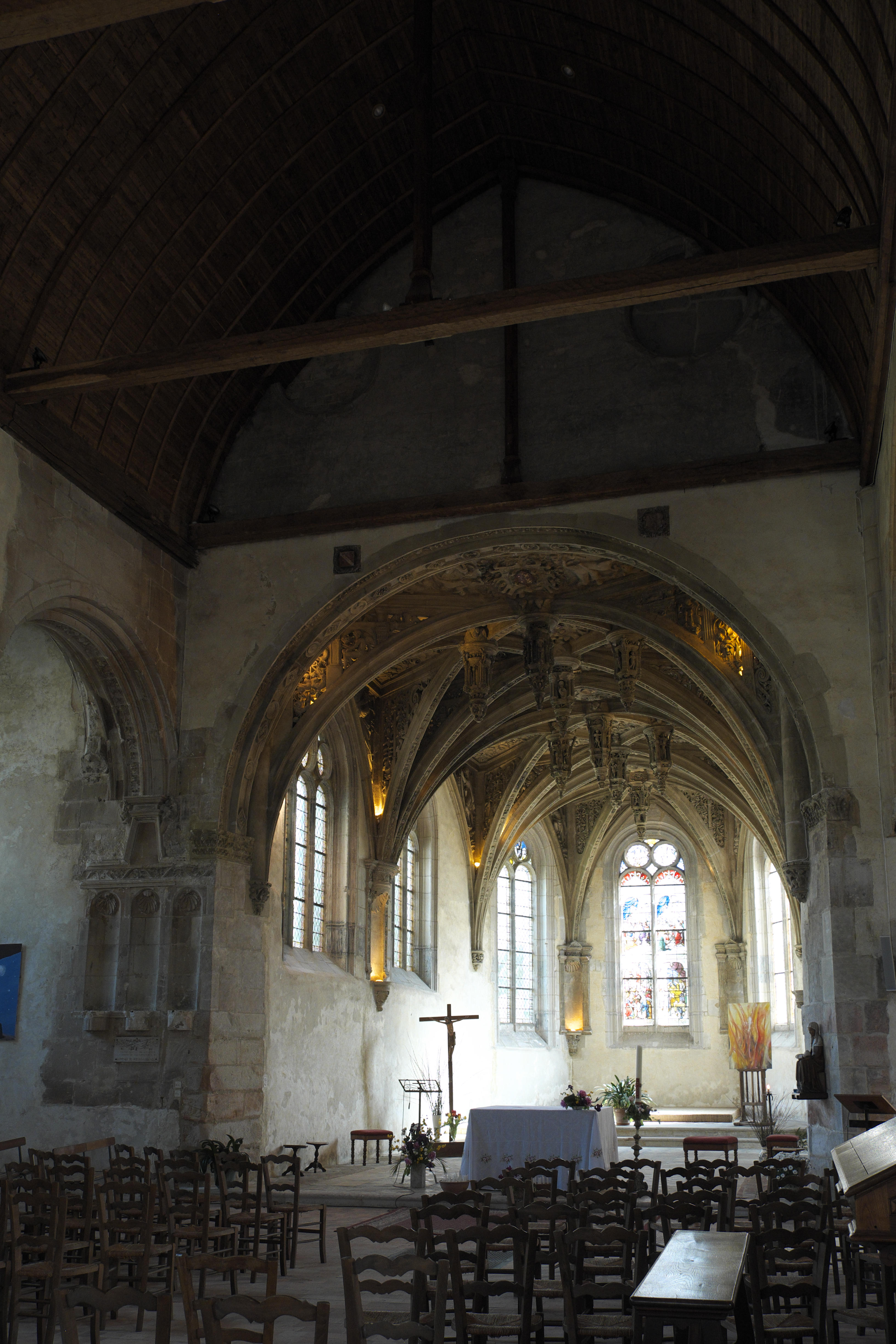
Hauptschiff und Chor

Der Innenraum besteht aus einem vierjochigen Langhaus mit zwei Schiffen, einem größeren Haupt- und einem kleineren Seitenschiff, und einem Chor mit Fünfachtelschluss. Das Hauptschiff wird von einer hölzernen Spitztonne gedeckt, die nach dem Brand im Jahr 1969 in ihrer ursprünglichen, romanischen Form wiederhergestellt wurde. Die romanischen Fenster der Nordwand wurden um 1500 durch große, im Stil der Flamboyantgotik gestaltete Maßwerkfenster ersetzt. An der Südseite öffnen sich hohe Spitzbogenarkaden zum Seitenschiff, das von einem Kreuzrippengewölbe gedeckt wird, welches nicht über die Arkadenscheitel hinaus reicht. Die völlig unterschiedlichen Höhenlagen der beiden Gewölbezonen machen St-Hilaire zu einer Pseudobasilika. Die Schnittpunkte der Gewölberippen sind mit Abhänglingen verziert. Das Seitenschiff wird wie das Hauptschiff von gotischen Maßwerkfenstern belichtet.

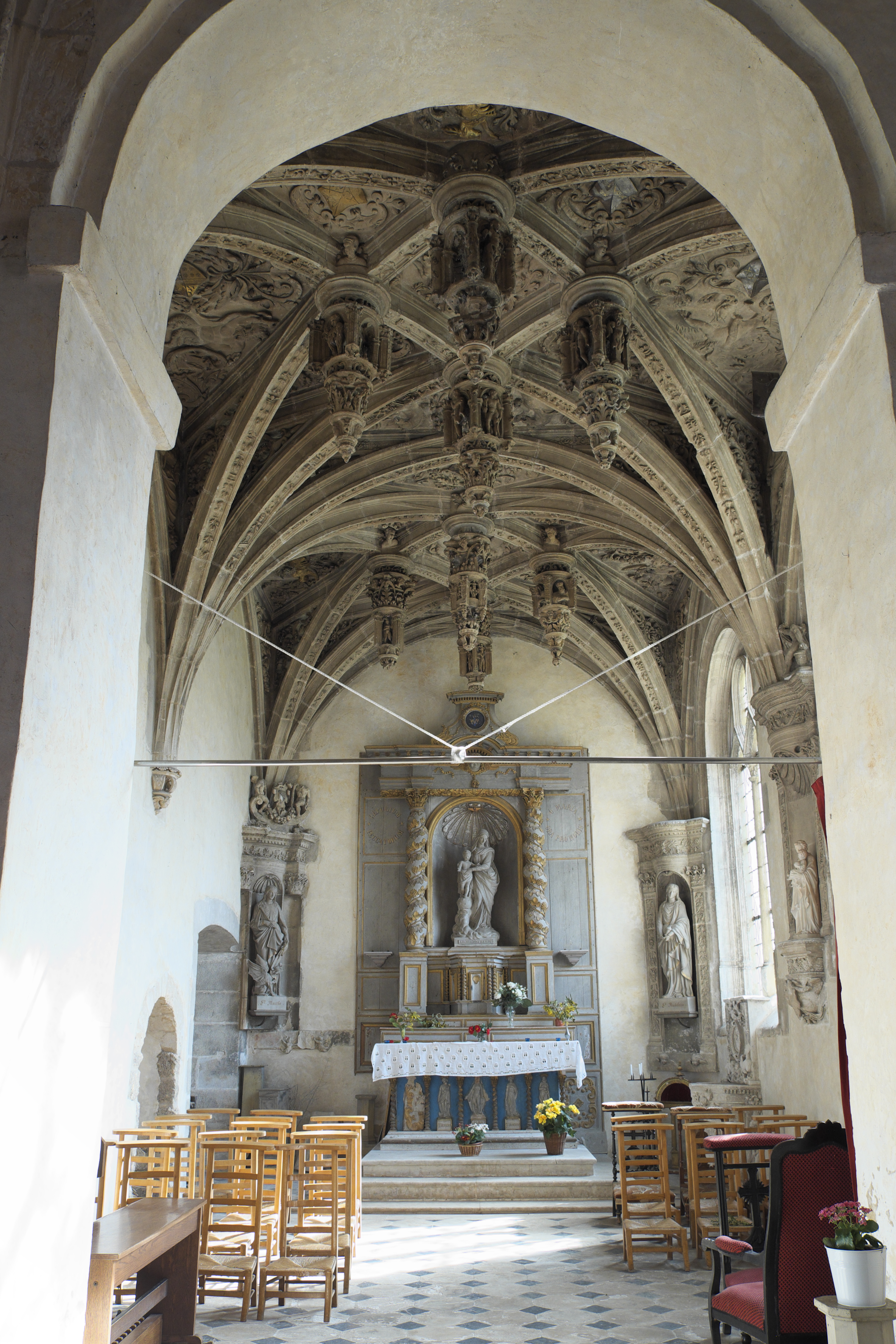
Südliche Chorkapelle
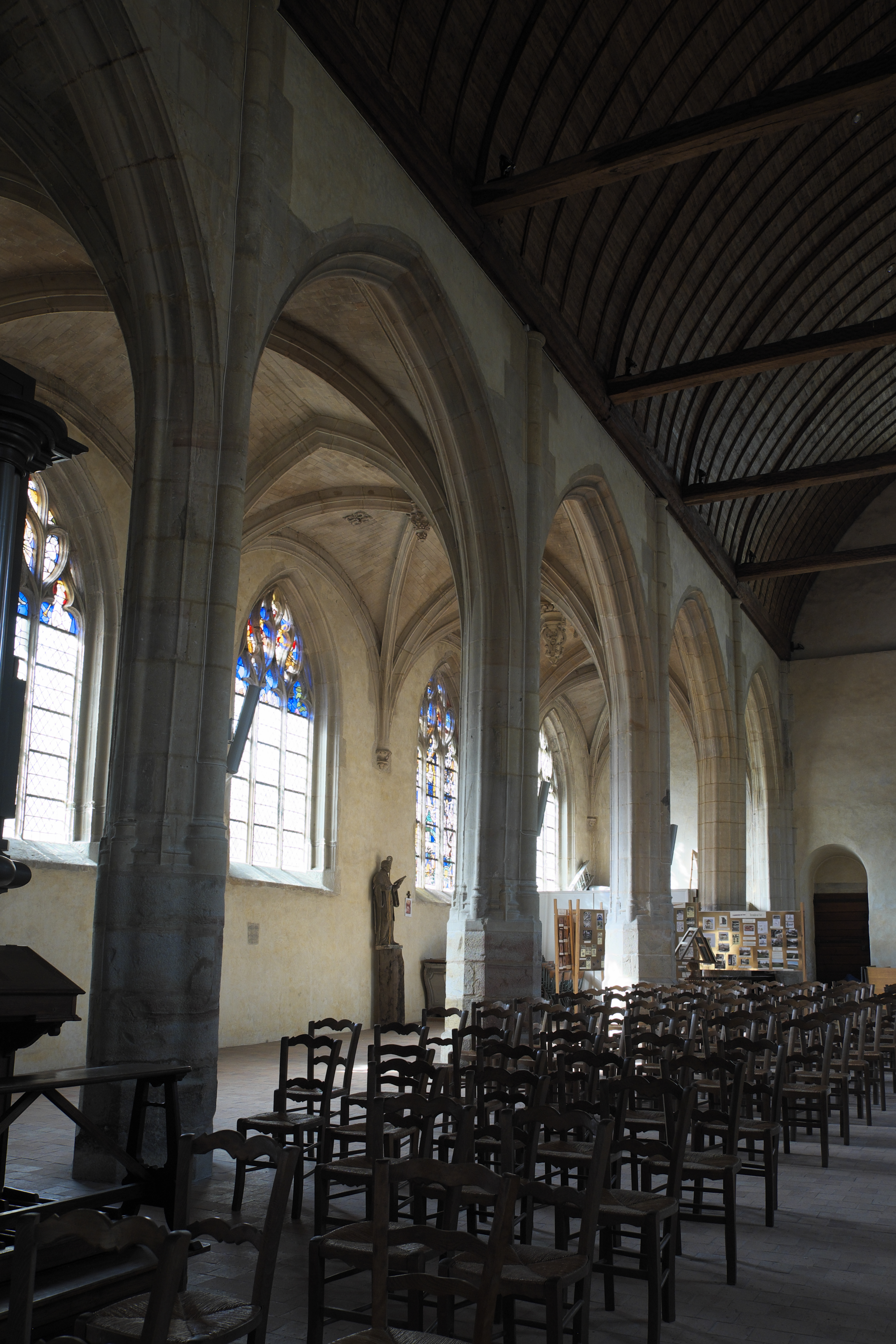
Hauptschiff und (südliches) Seitenschiff
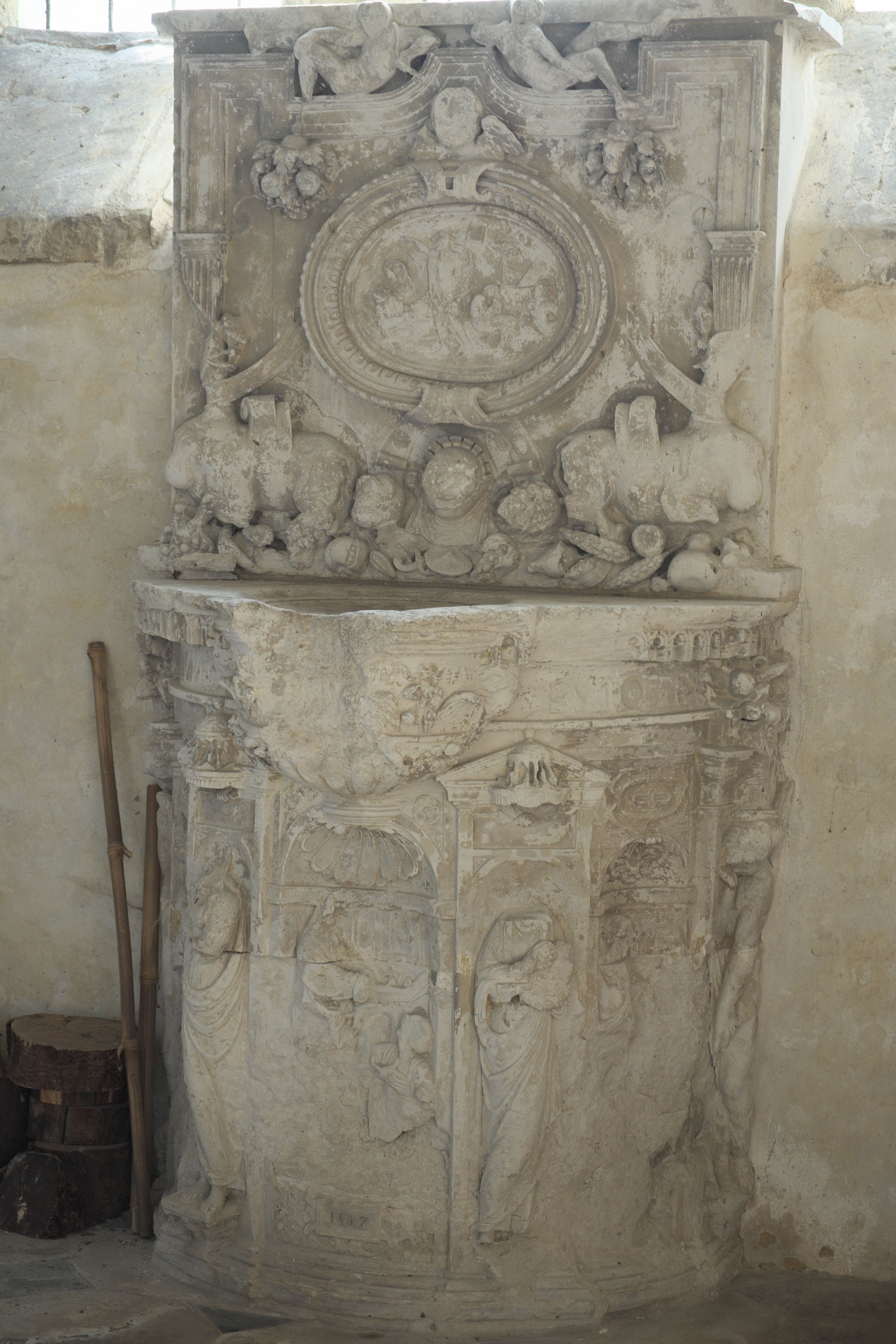
Piscina mit der Jahreszahl 1547

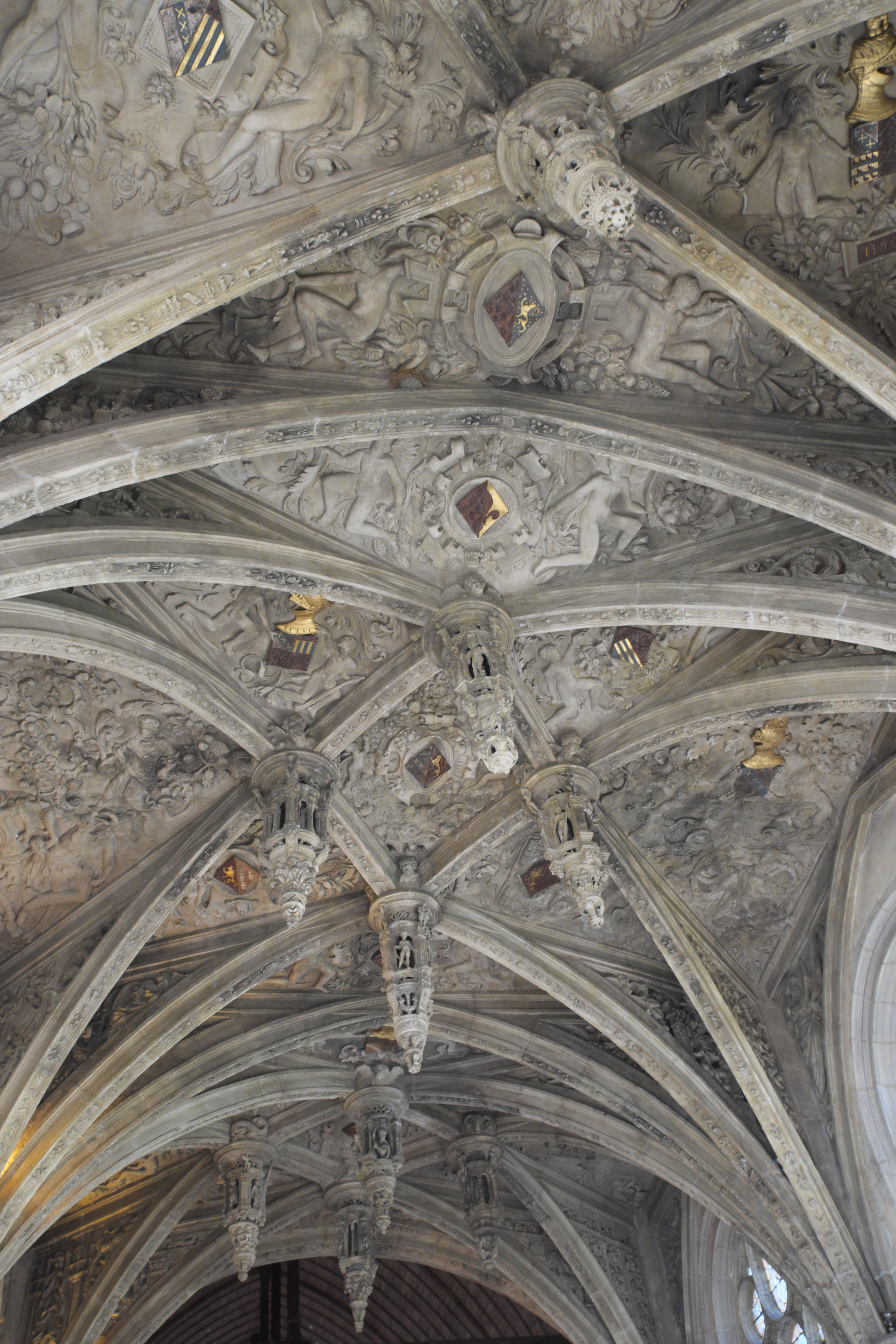
Gewölbe im Chor

### Gewölbe
Die Gewölbe des Chors und der südlichen Chorkapelle sind mit einem außergewöhnlichen Skulpturenschmuck im Stil der Renaissance überzogen. Inmitten von Personen der Mythologie, Darstellungen von Tieren und Pflanzen sind die farblich abgesetzten Wappen der Familie Le Veneur eingebettet. Die Schlusssteine, die als große Abhänglinge skulptiert sind, weisen Pilaster und Arkaden auf, in die kleine Figuren eingestellt sind. Die Ausführung des Gewölbes wird Jean Goujon oder seiner Werkstatt zugeschrieben.

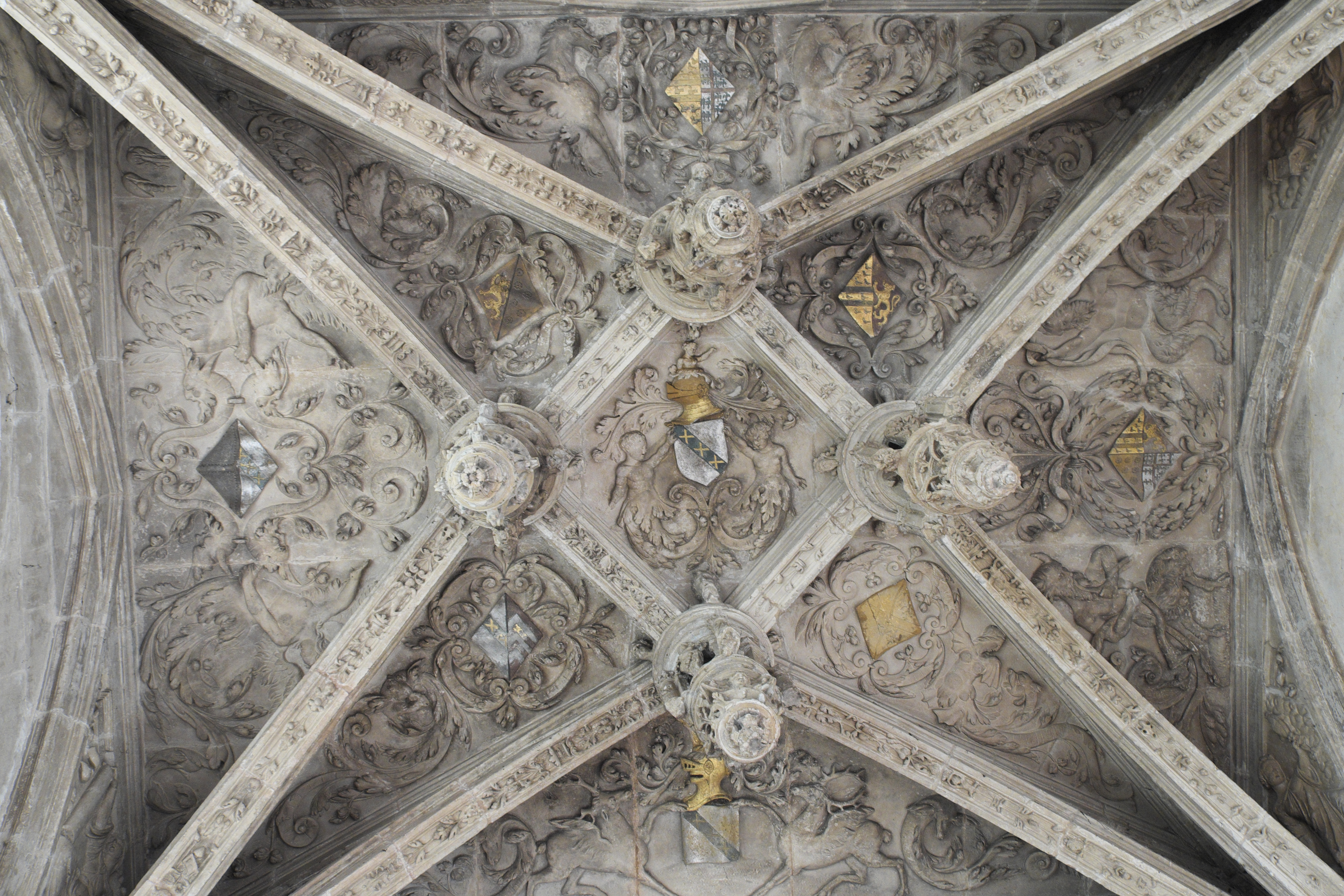
Gewölbe mit dem Wappen des Kardinals Jean Le Veneur
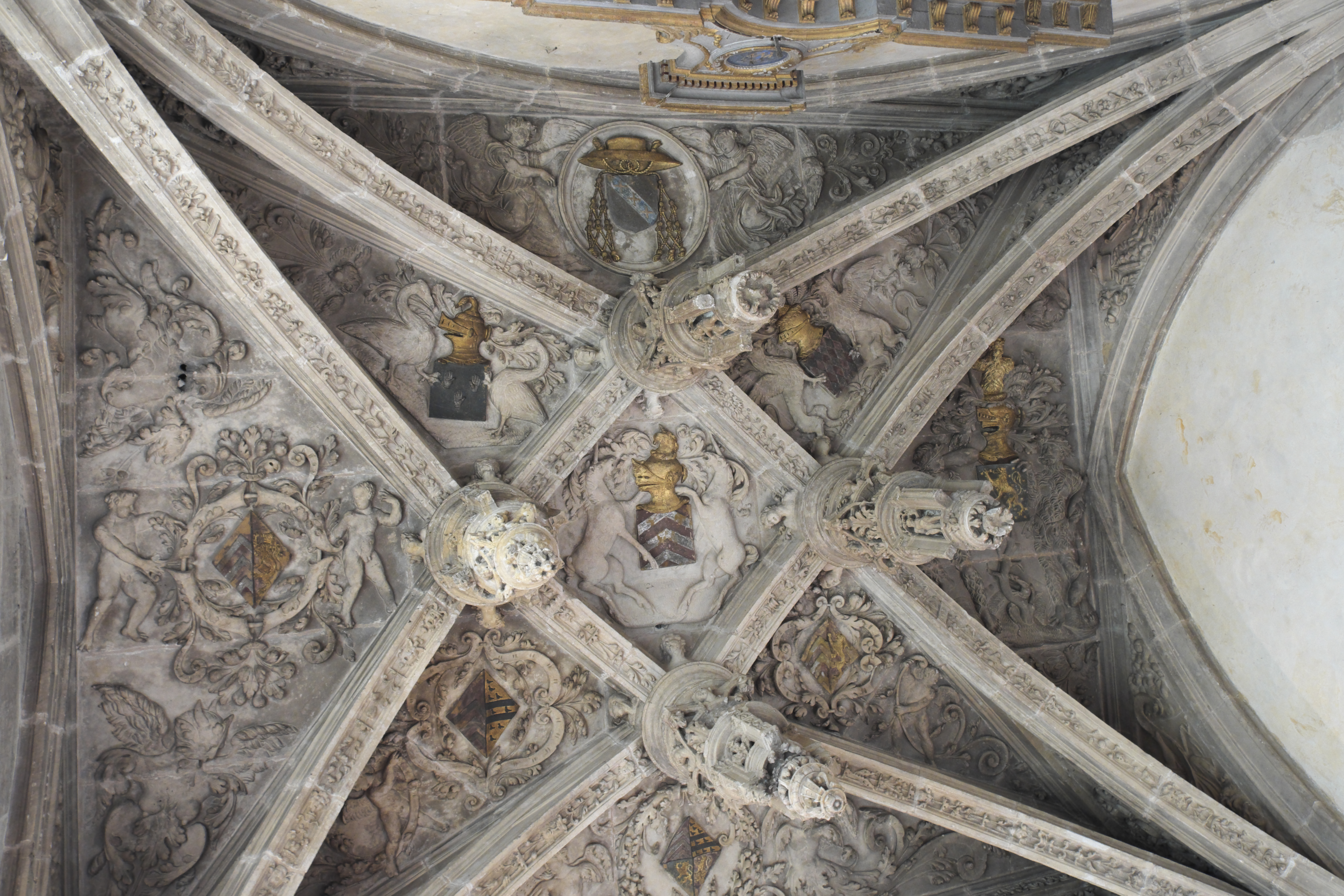
Gewölbe in der südlichen Chorkapelle

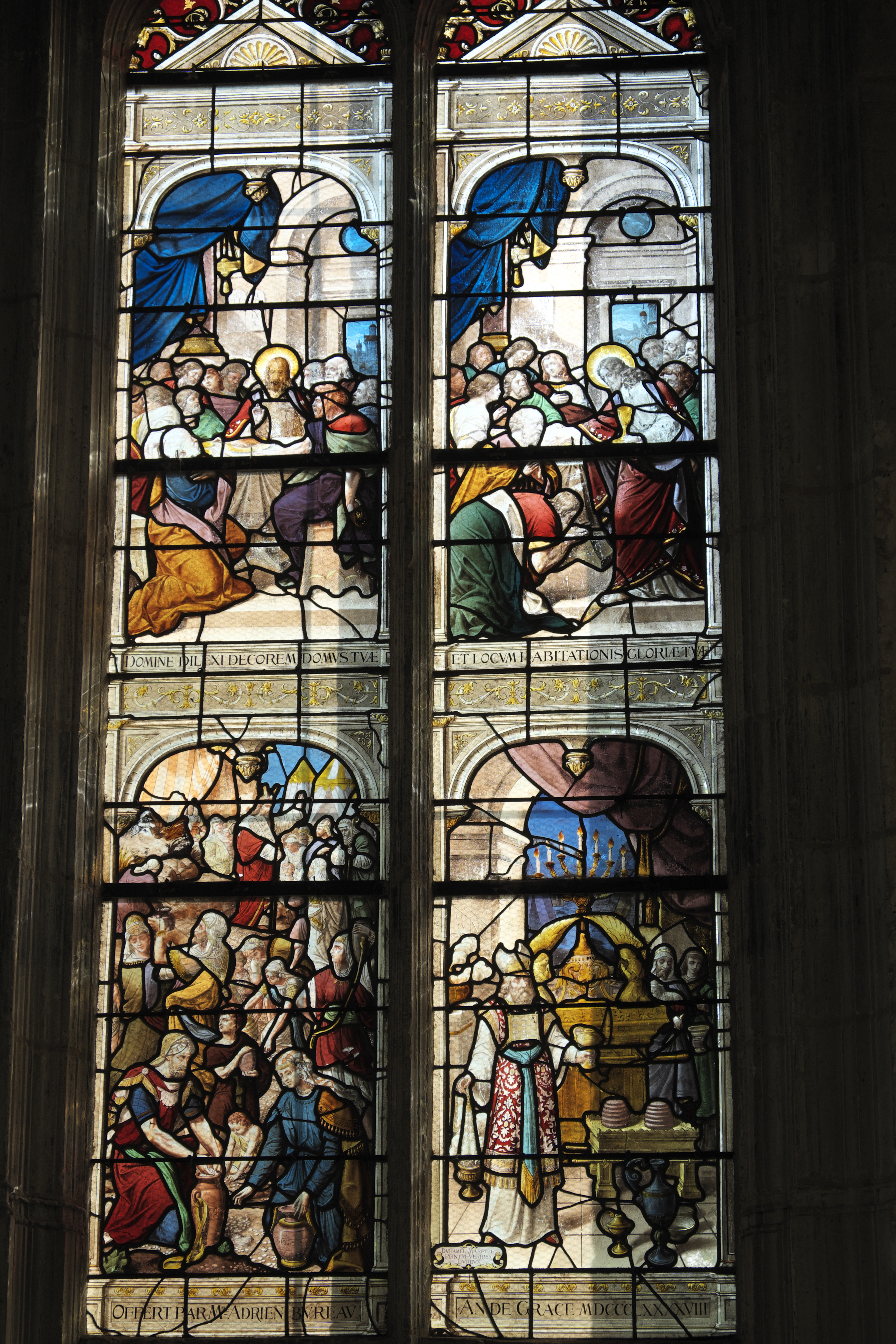
Eucharistiefenster

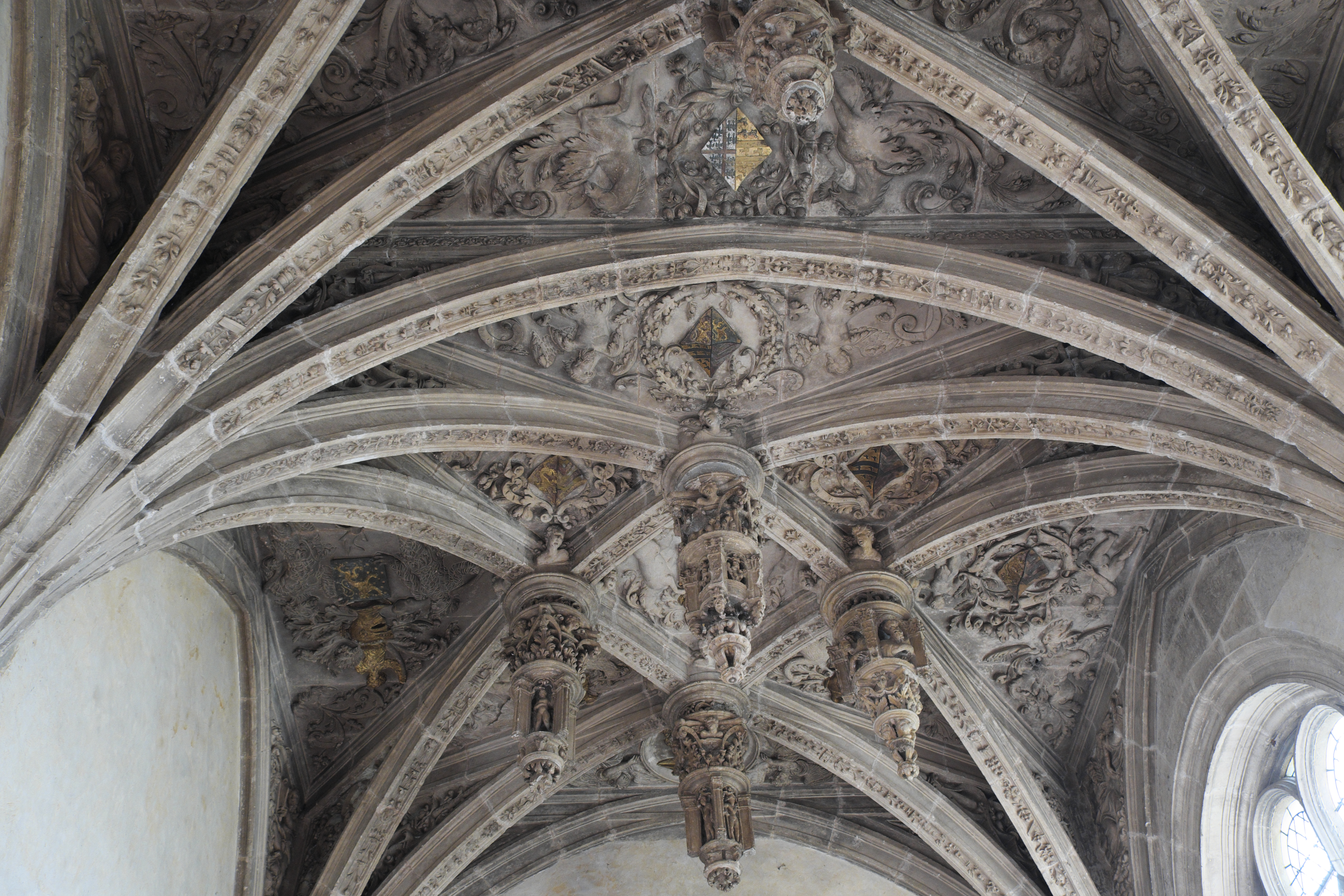
Gewölbe in der südlichen Chorkapelle

## Bleiglasfenster
Von den Bleiglasfenstern, die um 1520 bis 1550 ausgeführt wurden, sind zum großen Teil nur noch Fragmente wie die Bordüren und Scheiben im Maßwerk erhalten. Ab 1891 wurden die Fenster aus dem 16. Jahrhundert in der Glasmalereiwerkstatt von Duhamel-Marette in Evreux restauriert und ergänzt. Duhamel-Marette schuf 1898 das zentrale Chorfenster zum Thema der Eucharistie, das seine Signatur trägt. In den Jahren 1919 bis 1921 wurden die Renaissancefenster von Albert Bonnot ein weiteres Mal restauriert. Während des Zweiten Weltkriegs wurden die Fenster ausgebaut und in den 1950er Jahren durch Max Ingrand wieder zusammengesetzt und vervollständigt.

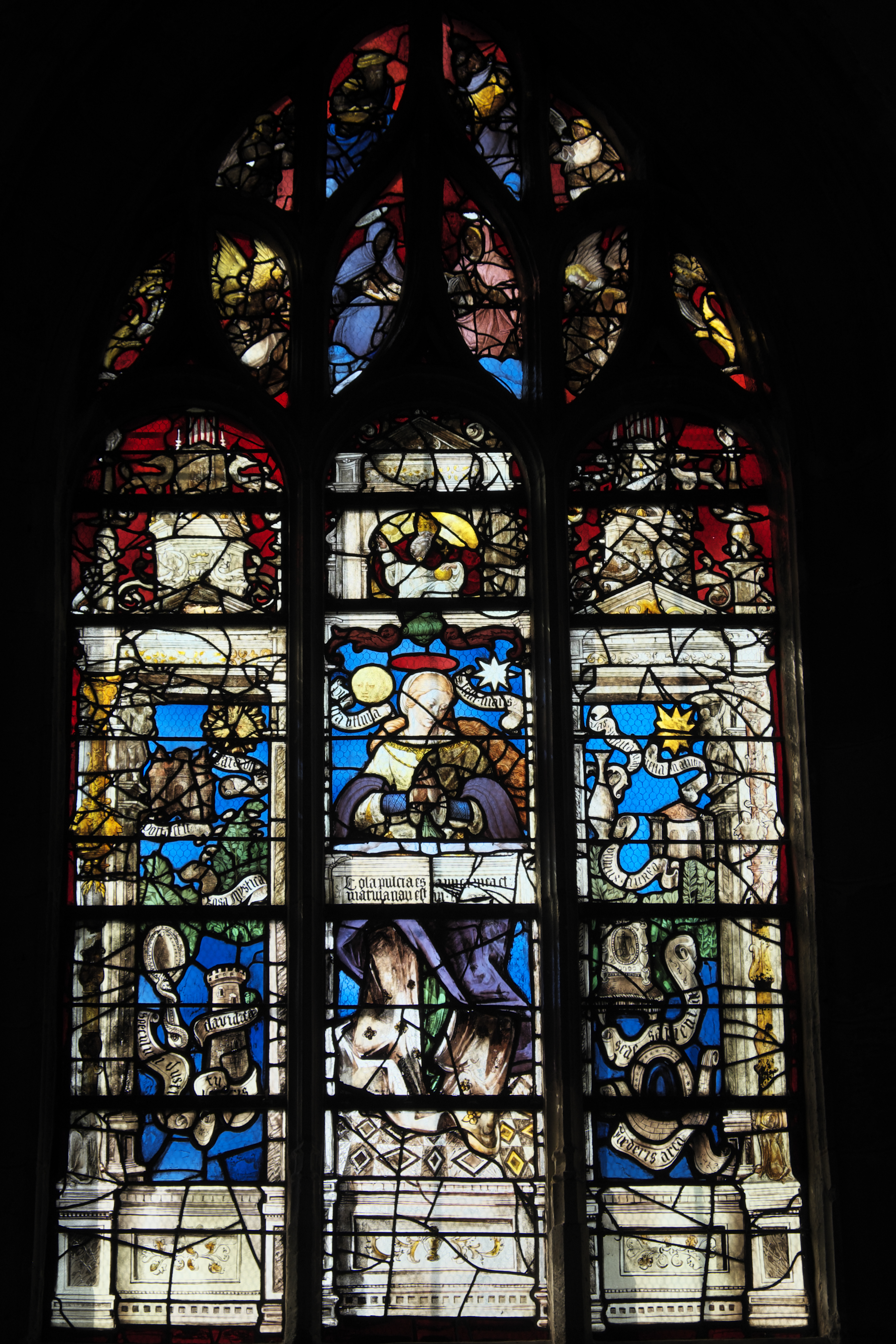
Fenster der Marienlitanei

### Fenster der Marienlitanei (Fenster 8)
Das Fenster der Marienlitanei wird zwischen 1540 und 1550 datiert. Es stellt oben Gottvater dar, der Maria segnet. Maria ist umgeben von ihren Symbolen und Lobpreisungen, die in den Spruchbändern zu lesen sind: „pulchra ut luna“ (schön wie der Mond), „stella maris“ (Meerstern), „electa ut sol“ (auserlesen wie die Sonne), „porta coeli“ (Pforte des Himmels), „rosa mystica“ (geheimnisvolle Rose), „vas spirituale“ (Kelch des Geistes), „stella matutina“ (Morgenstern), „domus aurea“ (goldenes Haus), „speculum justiciae“ (Spiegel der Gerechtigkeit), „turris davidica“ (Turm Davids), „sede sapientiae“ (Sitz der Weisheit), „arca foederis“ (Bundeslade). Im Maßwerk sind Engel dargestellt, in der Mitte unten Maria Salome und Maria Jakobäa, darüber ihre Ehemänner. Das Fenster wurde 1952 von Max Ingrand ergänzt.

### Fenster der Unbefleckten Empfängnis (Fenster 16)

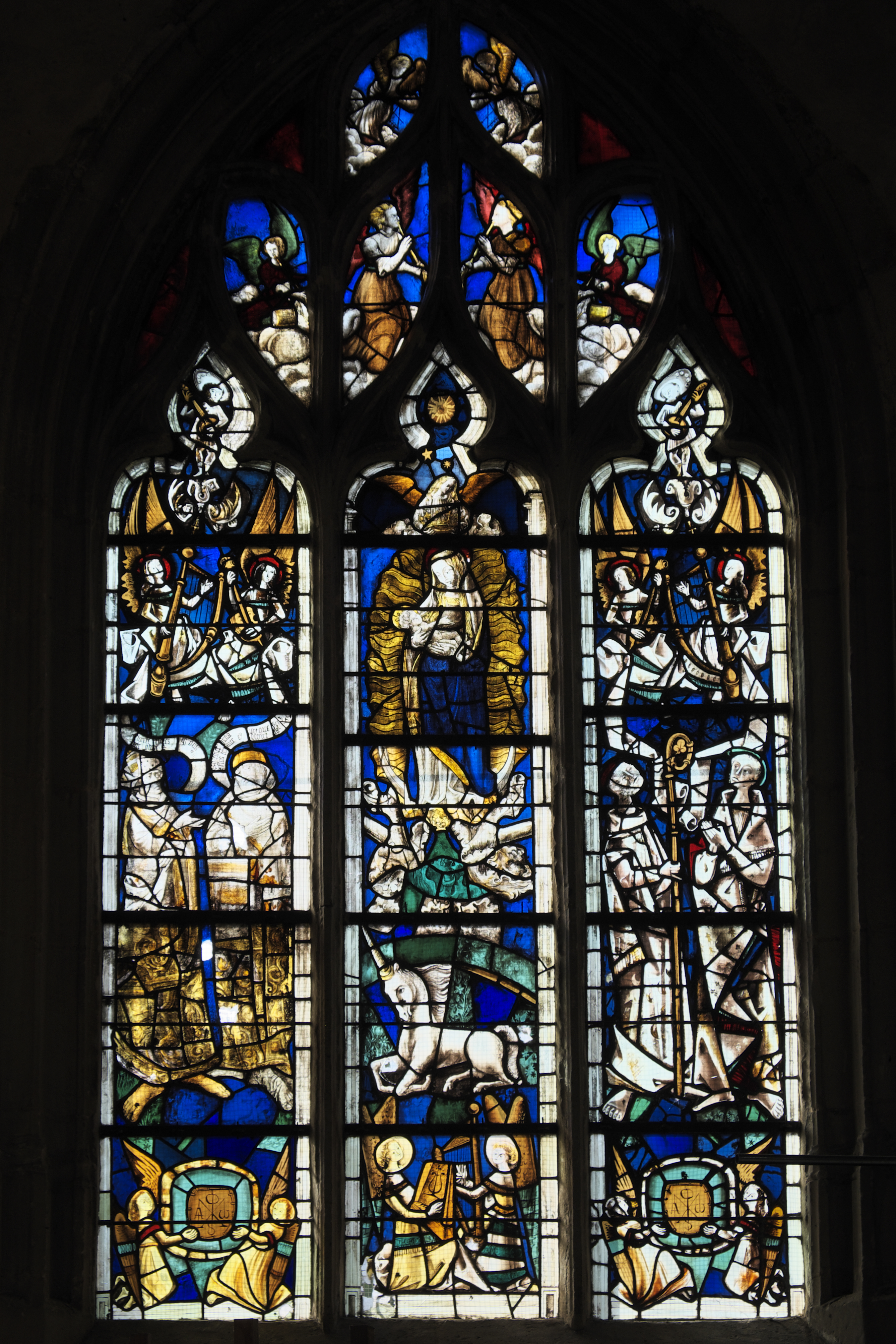
Fenster der Unbefleckten Empfängnis

Das Fenster mit der Darstellung der Unbefleckten Empfängnis enthält Fragmente aus dem ersten Drittel des 16. Jahrhunderts. Auf den Scheiben sind Engel und Propheten dargestellt, die aus einem Wurzel-Jesse-Fenster stammen. Das Fenster wurde 1952 von Max Ingrand konzipiert.

### Maßwerkscheiben
Im Maßwerk eines Fenster aus der Zeit um 1520 bis 1530 sind die Pestheiligen Sebastian, der von Pfeilen durchbohrt wird, Adrian von Nikomedien, der in Rüstung und mit Schwert dargestellt ist, und Rochus von Montpellier mit seinen Attributen, dem Engel und dem Hund, zu erkennen. Über den Heiligen sieht man weitere vier Büsten von Männern, einer hält drei Nägel in den Händen, ein anderer eine Hellebarde.

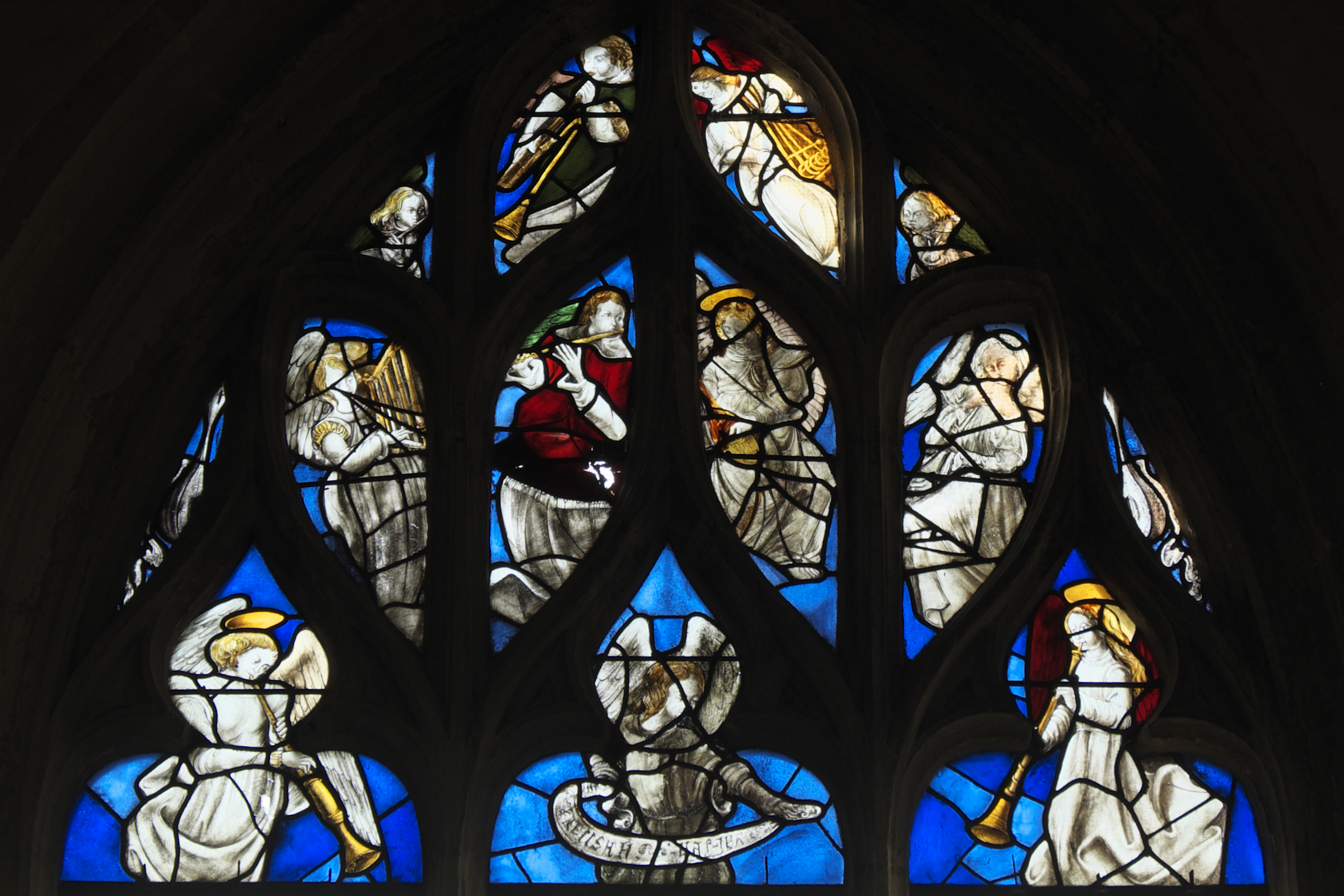
Maßwerk mit musizierenden Engeln
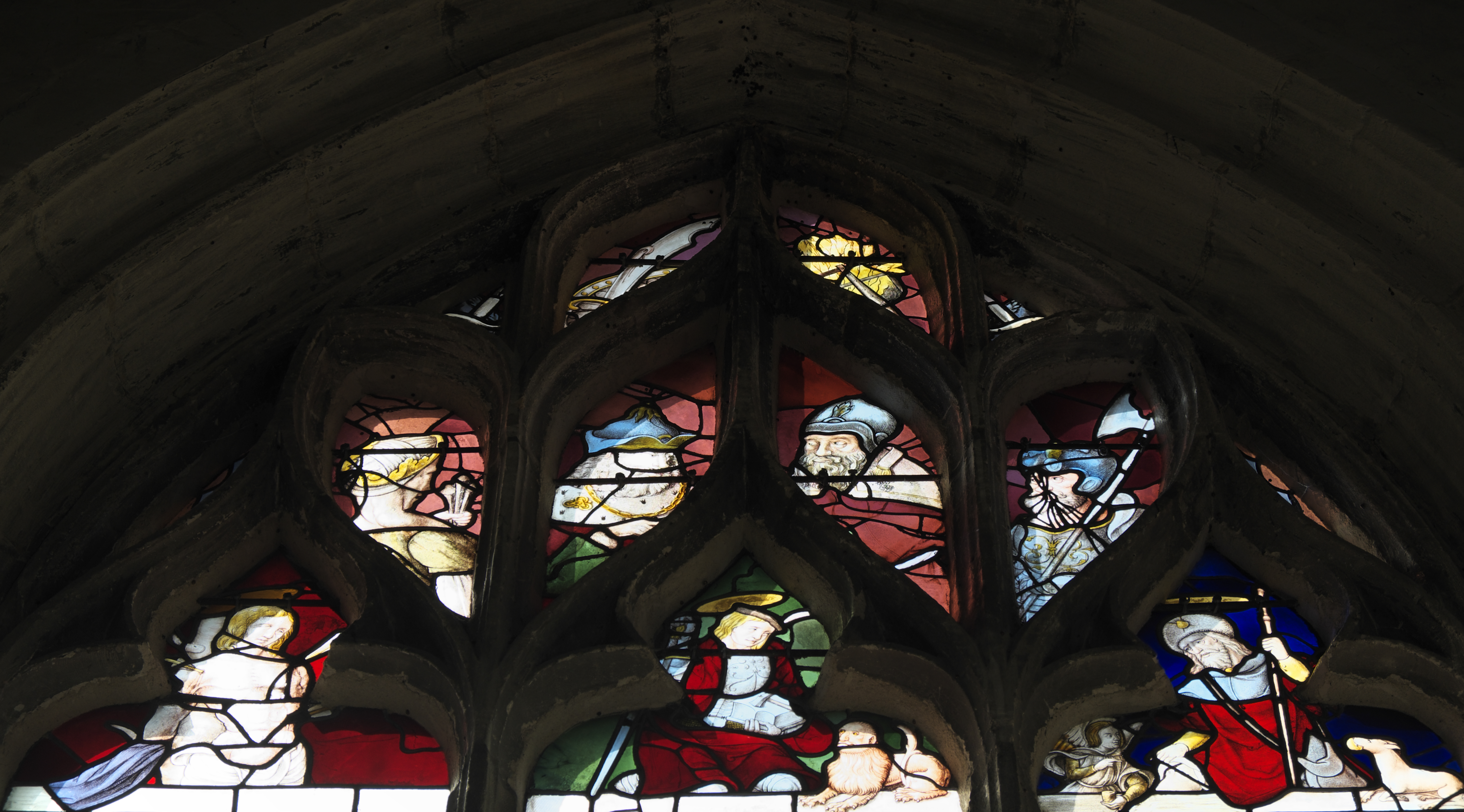
Maßwerk mit Pestheiligen